# Sveta Katarina (Rovinj)
Sveta Katarina (olaszul: Santa Caterina) egy sziget az Adriai-tengerben, Horvátországban, az Isztriai-félsziget nyugati partja mentén, Rovinj előtt. Közigazgatásilag Rovinj városához tartozik.

## Leírása
Sveta Katarina szigete Rovinjtól délre mintegy 400 méterre fekszik. Területe 0,16 km². A partvonal hossza 1,83 km. A legmagasabb pont 23 méteres tengerszint feletti magasságban van. Macchia és fenyőerdő borítja. Az 1901–10 közötti időszakban erdősítették.

## Története
A szigeten történelem előtti erődítmény maradványai és egy 15. századi kolostor és templomának romjai találhatók. A 19. században a szigetet Károly István főherceg vette meg, akinek birtokában rövid ideig maradt. Tőle Ignaz Milewski gróf vásárolta meg, aki itt nyaralót épített, parkokat és kerteket létesített. A történelem zűrzavara mára ennek nagy részét megsemmisítette, csak a 2000-ben újjáépített kúria maradt fenn.

## Turizmus
A szigetet rendszeres hajóforgalom köti össze Rovinj városával. A hajó félóránként közlekedik, és a kikötőig tartó út néhány percet vesz igénybe. A sziget keleti részén vonzó sziklás strandok és a tengerbe függőlegesen ereszkedő magas sziklák találhatók. Északi részén turistalátványosság az Arany-, az Ezüst- és Bronz-szikla.

## Fordítás
Ez a szócikk részben vagy egészben  a   Sveta Katarina (Rovinj) című horvát Wikipédia-szócikk ezen változatának fordításán alapul.  Az eredeti cikk szerkesztőit annak laptörténete sorolja fel. Ez a jelzés csupán a megfogalmazás eredetét és a szerzői jogokat jelzi, nem szolgál a cikkben szereplő információk forrásmegjelöléseként.